# Husain Ali
Husain Ali (Jidhafs, Baréin; 31 de diciembre de 1981) es un exfutbolista de Baréin que jugaba en la posición de delantero.

## Carrera

### Club
| Periodo   | Club             |
| --------- | ---------------- |
| 1996–1998 | Jidhafs Club     |
| 1998–2004 | Muharraq Club    |
| 2005      | Al-Rayyan SC     |
| 2005–2006 | Al-Gharafa SC    |
| 2006–2008 | Umm-Salal SC     |
| 2008–2014 | Muharraq Club    |
| 2014–2018 | Al-Shabab Manama |

### Selección nacional
Jugó para Baréin en 101 ocasiones de 1998 a 2013 y anotó 33 goles; participó en dos ediciones de la copa Asiática y en los Juegos Asiáticos de 2002.

## Logros
- Liga Premier de Baréin (6): 1998–99, 2000–01, 2002, 2003–04, 2008–09, 2010–11
- Copa del Rey de Baréin (6): 2002, 2008, 2009, 2011, 2012, 2013
- Copa FA de Baréin (1): 2009
- Copa Príncipe de la Corona de Baréin (2): 2008, 2009
- Supercopa de Baréin (1): 2013
- Copa del Emir de Catar (1): 2008
- Copa AFC (1): 2008
- Copa de Clubes Campeones del Golfo (1): 2012

## Estadísticas

### Goles con selección nacional
| #   | Fecha      | Sede                      | Rival                  | Marcador | Resultado | Torneo                                               |
| --- | ---------- | ------------------------- | ---------------------- | -------- | --------- | ---------------------------------------------------- |
| 1.  | 21-6-2001  | Kuala Lumpur, Malasia     | Malasia                | 2–2      | 4–2       | 2001 Merdeka Tournament                              |
| 2.  | 21-6-2001  | Kuala Lumpur, Malasia     | Malasia                | 3–2      | 4–2       | 2001 Merdeka Tournament                              |
| 3.  | 21-6-2001  | Kuala Lumpur, Malasia     | Malasia                | 4–2      | 4–2       | 2001 Merdeka Tournament                              |
| 4.  | 16-10-2001 | Bangkok, Tailandia        | Tailandia              | 1–1      | 1–1       | Clasificación para la Copa Mundial de Fútbol de 2002 |
| 5.  | 21-10-2001 | Manama, Baréin            | Irán                   | 2–0      | 3–1       | Clasificación para la Copa Mundial de Fútbol de 2002 |
| 6.  | 27-1-2002  | Riad, Arabia Saudita      | Emiratos Árabes Unidos | 1–0      | 2–1       | Copa de Naciones del Golfo de 2002                   |
| 7.  | 28-12-2002 | Kuwait                    | Jordania               | 1–1      | 2–1       | Copa de Naciones Árabe 2002                          |
| 8.  | 28-12-2002 | Kuwait                    | Jordania               | 2–1      | 2–1       | Copa de Naciones Árabe 2002                          |
| 9.  | 19-9-2003  | Manama, Baréin            | Líbano                 | 4–1      | 4–3       | Amistoso                                             |
| 10. | 10-10-2003 | Kuala Lumpur, Malasia     | Birmania               | 2–1      | 3–1       | Clasificación para la Copa Asiática 2004             |
| 11. | 20-10-2003 | Manama, Baréin            | 1974                   | 2–0      | 4–0       | Clasificación para la Copa Asiática 2004             |
| 12. | 22-10-2003 | Manama, Baréin            | Malasia                | 1–0      | 3–1       | Clasificación para la Copa Asiática 2004             |
| 13. | 22-10-2003 | Manama, Baréin            | Malasia                | 3–1      | 3–1       | Clasificación para la Copa Asiática 2004             |
| 14. | 26-5-2004  | Beirut, Líbano            | Líbano                 | 2–0      | 2–2       | Amistoso                                             |
| 15. | 31-5-2004  | Dubái, UAE                | Emiratos Árabes Unidos | 3–1      | 3–2       | Amistoso                                             |
| 16. | 9-6-2004   | Arad, Baréin              | Kirguistán             | 4–0      | 5–0       | Clasificación para la Copa Mundial de Fútbol de 2006 |
| 17. | 5-7-2004   | Bangkok, Tailandia        | Tailandia              | 2–0      | 2–0       | Amistoso                                             |
| 18. | 17-7-2004  | Beijing, China            | China                  | 2–2      | 2–2       | Copa Asiática 2004                                   |
| 19. | 25-7-2004  | Jinan, China              | Indonesia              | 1–0      | 3–1       | Copa Asiática 2004                                   |
| 20. | 2-9-2004   | Arad, Bahrain             | Palestina              | 1–0      | 1–0       | Amistoso                                             |
| 21. | 8-9-2004   | Biskek, Kirguistán        | Kirguistán             | 1–0      | 2–1       | Clasificación para la Copa Mundial de Fútbol de 2006 |
| 22. | 1-12-2004  | Riffa, Bahrain            | Finlandia              | 1–0      | 1–2       | 2004 Bahrain P.M. Cup                                |
| 23. | 3-12-2004  | Riffa, Bahrain            | Letonia                | 2–2      | 2–2       | Amistoso                                             |
| 24. | 14-12-2004 | Doha, Catar               | Kuwait                 | 1–1      | 1–1       | 2004 Gulf Cup of Nations                             |
| 25. | 2-2-2005   | Doha, Catar               | Líbano                 | 2–0      | 2–1       | Amistoso                                             |
| 26. | 25-3-2005  | Pionyang, Corea del Norte | Corea del Norte        | 1–0      | 2–1       | Clasificación para la Copa Mundial de Fútbol de 2006 |
| 27. | 25-3-2005  | Pionyang, Corea del Norte | Corea del Norte        | 2–0      | 2–1       | Clasificación para la Copa Mundial de Fútbol de 2006 |
| 28. | 3-8-2005   | Manama, Baréin            | Turkmenistán           | 3–0      | 5–0       | Amistoso                                             |
| 29. | 7-8-2005   | Manama, Baréin            | Irak                   | 2–2      | 2–2       | Amistoso                                             |
| 30. | 17-8-2005  | Manama, Baréin            | Corea del Norte        | 2–2      | 2–3       | Clasificación para la Copa Mundial de Fútbol de 2006 |
| 31. | 22-2-2006  | Manama, Baréin            | Australia              | 1–0      | 1–3       | Clasificación para la Copa Asiática 2007             |
| 32. | 26-8-2009  | Manama, Baréin            | Kenia                  | 1–0      | 2–1       | Amistoso                                             |
| 33. | 26-8-2009  | Manama, Baréin            | Kenia                  | 2–1      | 2–1       | Amistoso                                             |